# Thierry Froger
Thierry Froger (Le Mans, 21 marzo 1963) è un allenatore di calcio ed ex calciatore francese, di ruolo difensore.